# Estádio Virgínio Veloso Borges
Estádio Virgínio Veloso Borges – stadion piłkarski, w Santa Rita, Paraíba, Brazylia, na którym swoje mecze rozgrywa klub Santa Cruz Recreativo Esporte Clube.